# 馬特奧·曼納塞羅
馬特奧·曼納塞羅（Matteo Manassero，1993年4月19日—）是意大利的一位高爾夫球運動員。他參加歐巡賽的賽事。他是迄今為止獲得歐巡賽冠軍球手中最年輕的選手。

## 外部連結
- 馬特奧·曼納塞羅在歐洲巡迴賽官方網站
- 馬特奧·曼納塞羅在男子高爾夫世界排名的官方網站